# Dunlap (Indiana)
Dunlap è un census-designated place (CDP) degli Stati Uniti d'America, situato nello stato dell'Indiana, nella contea di Elkhart.
Nel pomeriggio dell'11 aprile 1965 la località è stata colpita nel giro di appena 45 minuti da due violenti tornado classificati F4 che hanno ucciso circa 60 persone